# Mojmír Kučera
Mojmír Kučera (* 27. listopadu 1973 v Třebíči) je televizní režisér. Od roku 2006 vede jako artdirector cestopisný dokumentární cyklus České televize Na cestě.

## Filmografie

### Televize
- 2001 – Letadlo (TV pořad)
- 2002 – U nás v Evropě (TV pořad)
- 2004 – Rodinná pouta (TV seriál)
- od 2006 – Na cestě (TV seriál)
- 2008 – Černá sanitka (TV seriál)